# Portunus pelagicus
Étrille bleue
Espèce
Synonymes
- Portunus denticulatus Marion de Procé, 1822[1]

Portunus pelagicus, communément appelé l’Étrille bleue, est une espèce de crabes de la famille des Portunidae. Cette espèce a été redéfinie en 2010.

## Description

### Description historique
Décrite en 1758 par Linnée sous le nom de Cancer pelagicus sur la base de trois spécimens différents décrits respectivement par Osbeck (en 1757), Browne (en 1756) et Rumphius (en 1705),.

### Révision de 2010
Une nouvelle description de l'espèce a été établie en 2010 sur des bases morphologiques, fonctionnelles et génétiques. Devant la disparition des souches décrites par Linné, une nouvelle souche type prélevée à Singapour (no ZRC 2007.0235) a été désignée comme néotype de référence.
Morphologie
La carapace est 2,2 à 2,3 fois plus large que longue. La taille maximale observée est celle d'un mâle de 155,7 mm et 73,4 mm. Les dents médianes du bord frontal épineux sont petites mais visibles. Les chélipèdes avec bord antérieur du mérus ont en général 3 épines. Ces chélipèdes sont étroits, allongés, avec des mérus jusqu'à 4,6 fois plus longs que larges. Les jambes ambulatoires sont allongées, minces, avec un rapport de longueur de propode du quatrième péréiopode à une largeur allant de 3,7 à 4,5 (médiane 4,1). La natatoire en forme de pagaie ovale est allongée, à angle distal obtu, et environ 1,7 fois plus longue que large. Le sixième somite abdominal masculin est relativement allongé et effilé.
Par rapport aux espèces P. armatus, P. reticulus, ses méri sont proportionnellement plus fins et longs. Contrairement à P. armatus, P. reticulus et P. Segni, la partie branchiale de la carapace de P. pelagicus est proéminente et enflée.
Apparence et couleur
Les mâles ont une carapace de couleur bleu-vert très foncée avec des chélipèdes bleus à bleu-mauve avec des pointes de couleur rouge rouille. Les femelles ont une carapace de couleur brunâtre-vert uniforme avec des chélipèdes à pointes rouges. Chez les mâles, les motifs sur la carapace consistent en taches et un large réseau réticulé de bandes, pas forcément de motifs de taches sur les femelles même si elles peuvent en avoir par contre, elles ont souvent une marque noire sur région postéro-branchiale. Les Mérus, carpus et manus des chélipèdes sont tachetés de points blancs pâles.

## Répartition
Portunus pelagicus est une espèce marine et d'eau saumâtre qui se rencontre dans les océans Indien et Pacifique ouest, depuis la Chine, le Japon et la Corée du Sud jusqu'aux Philippines et vers l'Ouest jusqu'au détroit de Malacca. Elle est également présente dans le Nord de l'Australie où elle est sympatrique de l'espèce Portunus armatus. Elle est présente depuis le niveau de la mer jusqu'à une profondeur de 65 m. Sa zone de confort se situe aux environs de 26 °C.
Portunus pelagicus aurait été transporté en Méditerranée dans des ballasts[réf. nécessaire].

## Publication originale
- (la) Linnaeus, Systema naturae per regna tria naturae, secundum classes, ordines, genera, species, cum characteribus, differentiis, synonymis, locis, 1758 (lire en ligne).